# Titan Missile Museum
Le Titan Missile Museum est un musée, aussi appelé Air Force Facility Missile Site 8 et Titan II ICBM Site 571-7, est un ancien silo à missiles balistiques intercontinentaux situé à Sahuarita en Arizona.
Il s'agit désormais d'un musée géré par l'Arizona Aerospace Foundation, une organisation à but non lucratif, qui comprend un missile balistique intercontinental inerte LGM-25C Titan II dans le silo, ainsi que les installations de lancement d'origines.
Inscrit au Registre national des lieux historiques en 2002, il est aussi déclaré National Historic Landmark en 1994.